# Cometa de 1680

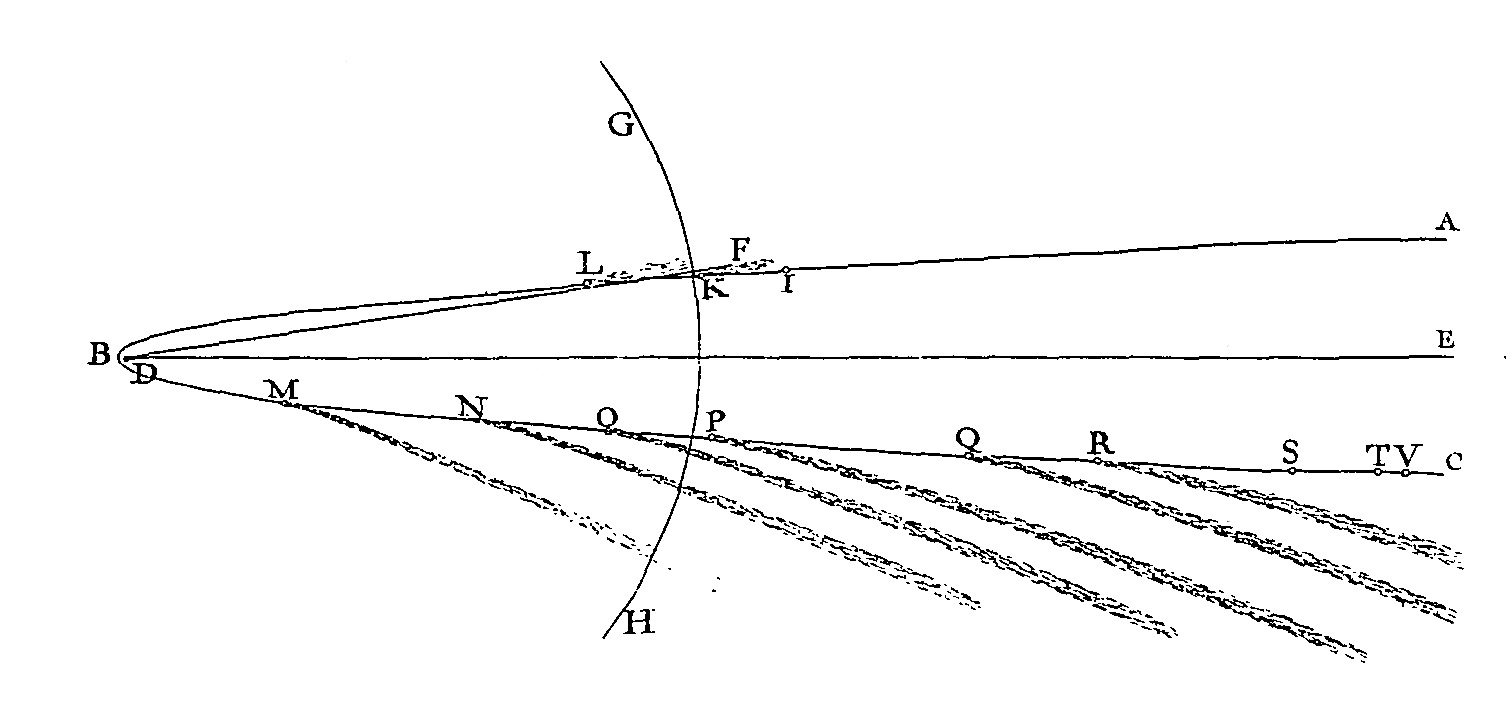
La órbita del cometa de 1680 hizo una parábola, como se muestra en las Principia de Isaac Newton

El gran cometa de 1680, cometa Kirch o cometa de Newton, catalogado actualmente como C/1680 V1, es uno de los más famosos de los últimos cuatro siglos, si ha de juzgarse por los numerosos escritos que suscitó, y apareció a mediados de noviembre de dicho año, cuando el 14 de noviembre lo descubrió el astrónomo alemán Gottfried Kirch.
Llegó a ser tan brillante que era visible incluso de día y se hizo célebre por haber sido el primero en ser descubierto con ayuda del telescopio. Pasó rozando el Sol a solo 0,006 unidades astronómicas (unos 900.000 km) del mismo y desarrolló una enorme cola que abarcaba buena parte del cielo, permaneciendo visible hasta el 19 de marzo de 1681. 
Un cuadro contemporáneo del pintor neerlandés Lieve Verschuier, actualmente en el Museo de Róterdam, es su descripción más conocida. Tras su paso por el perihelio la cola del cometa llegó a extenderse más de 70° en el cielo vespertino. Un colono de Esopus, en la actual Nueva York, lo describió así en una carta fechada el 1 de enero de 1681:

Había aparecido en el sudoeste el nueve de diciembre pasado, a las dos de la tarde, con tiempo soleado, un poco encima del Sol, siguiendo su curso más hacia el norte y se vio la noche del domingo, poco después del crepúsculo con una ardiente cola al oeste, para gran asombro de todos los espectadores, y ahora se ve todas las noches que está despejado. Sin duda Dios nos amenaza con terribles castigos si no nos arrepentimos

'. 
Increase Mather, un clérigo puritano de Boston y profesor en Harvard, publicó también su Kometographia, o discurso sobre los cometas en 1680 donde, aunque afirmaba el origen natural de los cometas, también se hacía eco de que la aparición de uno era un mal presagio desde antiguo y más en concreto un castigo contra los impíos. Esta idea suscitó la crítica del filósofo escéptico Pierre Bayle en sus Pensées diverses sur la comète de 1680 (1683). En cuanto a Isaac Newton, este cometa le sirvió para comprobar la veracidad de la tercera ley de Kepler y demostrar así las nuevas leyes de la mecánica celeste que algunos años más tarde publicaría en su Philosophiæ Naturalis Principia Mathematica (1687). En España el jesuita Eusebio Francisco Kino tuvo ocasión de observar el cometa en Cádiz y a su llegada a México en 1681 publicó uno de los primeros tratados científicos impresos por un europeo en el Nuevo Mundo, la Exposición astronómica de el cometa que el año de 1680, por los meses de noviembre y diziembre y este año de 1681 por los meses de enero y febrero se ha visto en todo el mundo y se le ha observado en la ciudad de Cádiz (México, Francisco Rodríguez, 1681), que contiene un exhaustivo registro de las posiciones del cometa y de su aspecto, libro que fue celebrado por la poetisa sor Juana Inés de la Cruz en su soneto "Aunque es clara del cielo la luz pura"; el trabajo de Kino, que creía firmemente en el destino funesto que presagiaban, fue combatido encarnizadamente por Carlos de Sigüenza y Góngora, quien sostenía la misma opinión que Bayle en su Manifiesto filosófico contra los cometas, despojados del imperio que tenían sobre los tímidos (1681) y, criticado, volvió sobre el mismo en su Libra astronómica y filosófica en que D.... examina no solo lo que a su manifiesto filosófico contra los cometas opuso el R. P. Eusebio Francisco Kino... sino lo que el mismo R. P. opinó, y pretendió haber demostrado en su Exposición astronómica del cometa del año de 1681 (1690). El matemático Fulgencio Vergel publicó un Juicio del cometa de 1680 que llegó a conocer cuatro ediciones y aún aparecieron un Discurso sobre el cometa que apareció... (Zaragoza, 1680) por Jerónimo Juan de la Vega y una anónima Trompeta celeste contra el Turco. Juyzio del cometa que salió el año de 1680 (Barcelona, 1680). El francés Fontenelle, además, escribió una comedia en 1681 sobre este cometa.
Se han señalado las similitudes de este cometa con el llamado ISON; sus datos orbitales son tan parecidos que se ha planteado que se trata de dos trozos de un mismo objeto, pero los cálculos de Heinrich Kreutz en 1888 desbarataron esa hipótesis.